# Enerhodar
Enerhodar (ucraïnès: Енергодар; rus: Энергодар, Energodar) és una ciutat de la província de Zaporíjia, a Ucraïna. Es troba a la riba esquerra del riu Dnièper, prop de l'embassament de Kakhovka, a 52 km al sud-oest de Zaporíjia, la capital de la província. S'hi troba la central nuclear de Zaporíjia, la més gran d'Europa, que produeix 6.000 megawatts.
La ciutat fou capturada per l'exèrcit rus durant la invasió russa d'Ucraïna el 28 de febrer de 2022.